# 鐘ヶ江幸治
鐘ヶ江 幸治（かねがえ こうじ、1981年10月8日 - ）は、日本の陸上競技選手、航空技術者、機械研究者。専門は長距離。

## 来歴・人物
奈良県出身。奈良学園中学校・高等学校卒業。全国都道府県対抗男子駅伝（ひろしま男子駅伝）に4年連続出場（中学3年から高校3年まで）し、2回大会で2区を、3回大会から5回大会までは1区を務めた。筑波大学時代に箱根駅伝で活躍。3年次の第79回箱根駅伝に関東学連選抜の一員として5区を走り、区間8位。さらに翌第80回箱根駅伝、関東学連以外の大学からも選手を選んだ日本学連選抜チームが結成されると、前年の実績を買われて再び5区を走る。（オープン参加のため、チームとしての順位は付かなかったが）16番目に襷を受け取り、序盤から前方の走者を次々と抜き去って、結局9人を抜いて7番目でゴールし、区間賞を獲得した。この走りを評価され、この年に創設された金栗四三杯も受賞した。卒業後は全日空に就職した。
大学時代は理工学群工学システム学類に所属。工学システムを専攻した。全日空に就職後は、ラインメンテナンスセンターなどの重要なポストを歴任している。学会主催の講演会などへの出演実績もある。

## 主な著作
- 「負荷決定逆解析による鉄道軌道の健全性評価手法の提案」（共著 鉄道力学論文集、シンポジウム発表論文、第8号）